# LEGNO
LEGNO（レグノ）は、パイロットインキが発売しているシャープペンシル。

## 種類
LEGNOはカバ材またはメイプル材を使用しており、いずれも木軸である。特にカバ材を使用したモデルは上位モデルとされている。また、メイプル材を使用したモデル（以下、もう一つのモデルと表記）は、同じパイロットインキ製である、ジャストミート（廃盤）の後継モデルとして、後に登場した。

## 材質
LEGNOはカバ材またはメイプル材を使用しているが、上位モデルである、カバ材を使用したモデルでは、強度を保つ為、樹脂含浸カバ材という特殊な木材が採用されている。また、同社パイロットインキ製のs20にも同じ樹脂含浸カバ材が採用されている。ノック部や口金部分には2種類いずれのペンにも金属が用いられている。（上位モデルには軸の中央部に金属製のリングが取り付けられている）軸の木材への着色として、上位モデルの方には、木材に直接色を染み込ませる様式を採用しているのに対し、もう一つのモデルには木材の上から直接色を塗装する様式が用いられている。

## ラインアップ

### シャーペン
- レグノ（樹脂含浸カバ材モデル）0.5mm
  - 軸色 - ダークブラウン・ディープレッド・ブラウン
  - 材質 - 樹脂含浸カバ材
  - 値段 - 税込2750円（税抜2500円）
  - 品番 - HLE-250K
- レグノ（ハードメイプル材モデル）0.5mm
  - 軸色 - モクメ・レッド・ブラウン・ダークブラウン
  - 材質 - メイプル材
  - 値段 - 税込1650円（税抜1500円）
  - 品番 - HERFN-1SK

## 構造
LEGNOには2つのモデルがあるが、2種類いずれのペンにもノック式が用いられている。2種類いずれのペンには、金属の弾性を利用したクリップが取り付けられている。ペン先のチャックは、上位モデルには金属製、もう一つのモデルには樹脂製が、それぞれ用いられている。

## 形状
LEGNOには2つのモデルが存在するが、上位モデルであるカバ材モデルではない、メイプル材モデルには同社パイロットインキ製であるジャストミート（廃盤）のデザインを踏んだ形状が用いられている。